# Српска напредна странка (Краљевина Србија)
Српска напредна странка (скраћено СНС) је била једна од четири најважније политичке странке у Краљевини Србији пре Првог светског рата. Странка је постојала од 1881. до 1896, потом поново од 1906. до 1919. године. Деловала је и у Краљевини Срба, Хрвата и Словенаца од 1920. до 1925. године. Она је основана од стране тзв. младоконзервативаца 1881. године и била прва политичка странка у Србији. Била је дворска чиновничка странка, које је у свом другом периоду у својој непоколебљивој подршци круни показивала и помало контроверзне и ауторитарне. Захтевала је јачање народне скупштине, како би она имала буџетско право, министарску одговорност, децентрализацију кроз општинску самоуправу, слободу штампе, судску независност, грађанска права и слободе, просвјетне и економске реформе и народну војску. У спољној политици је захтевала сарадњу са Србима у дијаспори и свим словенским народима. У својем првом периоду на власти осигурала је слободу штампе, оснивања удружења и збора, по први пут доводи слободне изборе у Србију и заснива парламентаризам и ради на амнестирању свих политичких осуђеника. Друга фаза напредњака која је супротност идеји либерализма се завршава распуштањем странке од стране двора 1896. године. Појединци из њеног чланства је поново оснивају 1906. године и враћају је оригиналним либералним идејама. СНС остаје мања опозициона партија умереног либералног конзервативизма све до уједињења у Демократску странку.

## Историја

### Краљевина Србија
Основана је у јануару 1881. године око групе младоконзервативаца окупљених око листа „Видело“. Прваци Напредне странке су били Милан Пироћанац (први председник, до 1886), Милутин Гарашанин (други председник, до 1898), Стојан Новаковић (председник после обнове 1906) и Чедомиљ Мијатовић. Обично се сматрају настављачима групе старих конзервативаца (Илија Гарашанин, Јован Мариновић, Данило Стефановић, Никола и Филип Христић, Ђорђе Ценић, Коста Цукић), али су вође напредњака од њих далеко либералнији и модернији.
СНС је дошла на власт подржана од стране кнеза Милана Обреновића и спроводила је либералне реформе, уверена да је то једини пут стварног осамостаљења и напретка Србије. У прво време били су у савезништву са радикалима али су брзо ушли у сукоб и око власти и око политичких начела. Донела је прве и напредне законе о просвети, судовима, политичким странкама, Народној банци и стајаћој војсци. Након Тимочке буне 1883. и Српско-бугарског рата 1885. постаје зависна од краља Милана, али и непопуларна у народу. После 1887. године налази се у опозицији, да би око 140 напредњака било из освете побијено 1889. године, када су радикали формирали владу. Представници напредњака и касније учествују у нерадикалским или неутралним владама.
Године 1895. владу формира Стојан Новаковић, а крајем 1896. се странка, по паду са власти, само распушта. Део напредњака, под оцем и синовима Маринковић, учествује у тзв. фузионашкој влади са радикалима Николе Пашића 1901-1902. године. Дана 30. јануара 1906. странка је обновљена под вођством Новаковића (Гарашанин је умро 1898. године). Тада је и основан Напредни клуб. До 1919. у скупштини има по неколико посланика и налази се у опозицији изузев 1909. године када је Новаковић, у време анексије Босне и Херцеговине, саставио владу уз подршку свих странака. Године 1914. под вођством Живојина Перића одваја се мањи број напредњака и оснива Конзервативну странку.

### После Првог светског рата
После Првог светског рата, напредњаци заједно са самосталцима, либералима, једним делом радикалских првака и већим делом српског и мањим хрватског крила Хрватско-српске коалиције учествују у стварању Демократске странке Љубомира Давидовића.

## Програм
У програму Напредне странке из 1889. године стоји: чланови ове странке остају и даље верни начелу напретка српског, усвајајући начело да радња и борба за српски народ значи да се ради за самосталност, ускрс и јединство Срба. Да се за самосталност Срба не може радити успешније него у пуној слози са просветом и образованошћу светском, а пазећи увек народне потребе и на велике интересе будућности српске. Да Напредна странка, остајући верна начелу напретка у народном и државном животу, настави свој рад на томе: да се уставност истински развија за све и свакога, да закон и ред постану светиња у земљи, да се сузбија насиље и озго и оздо, да се родољубље српско оличава у стварноме раду, да у српском државном животу извојују победу знање и поштење, да се истинита просвета креће упоредо са просветом напредних народа и да се сузбија полутанство, да се привредно стање Срба унапређује и да се Србија приближава економској независности својој, да, поштујући самосталност и праведне аспирације других народа, ради на томе да се поштује самосталност и да се остварују праведне аспирације народа српског и да у погледу Балканског полуострва за Напредну странку вреди и даље начело: Исток источним народима.

## Истакнути чланови
Напредњачкој оријентацији припадали су, краће или дуже време, и многи други значајни људи Србије свога доба — председници владе Љубомир Каљевић, Владан Ђорђевић, Светомир Николајевић, Лазар Докић, Алекса Јовановић, Милан Ђ. Милићевић, Вукашин Петровић, Ђура Хорватовић, Драгутин Франасовић, Милан Кујунџић, Андра Ђорђевић, Љубомир Ковачевић, Мита Ракић, Аранђел Маринковић и други.